# Вольный (Ленинградская область)
Во́льный — хутор в Котельском сельском поселении Кингисеппского района Ленинградской области.

## История
ВОЛЬНАЯ — мыза, принадлежит супруге генерал-лейтенанта Рихтера, число жителей по ревизии: 15 м. п., 17 ж. п.; В оной стеклянный завод. (1838 год)

В пояснительном тексте к этнографической карте Санкт-Петербургской губернии П. И. Кёппена 1849 года она записана как Wolna (Glasfabrik) (Вольная мыза) и указаны её жители на 1848 год: савакотов — 9 м. п., 12 ж. п., всего 21 человек, несколько немецких мастеров, а также русские рабочие.
- Мыза Вольная на карте 1860 года

ВОЛЬНАЯ — мыза владельческая при озере Глубоком, число дворов — 1, число жителей: 26 м. п., 28 ж. п.  (1862 год)

Согласно материалам по статистике народного хозяйства Ямбургского уезда 1887 года, мыза Вольная площадью 1032 десятины принадлежала купцам Е. и И. А. Петровым, мыза была приобретена в 1872 году за 18 000 рублей.
В 1900 году, согласно «Памятной книжке Санкт-Петербургской губернии», мыза Вольное площадью 1611 десятин принадлежала купцу Ефиму Андреевичу Петрову.
В конце XIX — начале XX века мыза административно относилась к Котельской волости 2-го стана Ямбургского уезда Санкт-Петербургской губернии.
По данным «Памятной книжки Санкт-Петербургской губернии» за 1905 год мыза Вольная принадлежала потомственному почётному гражданину Мирону Ефимовичу Петрову.
По данным 1933 года хутор Вольный в составе Кингисеппского района не значился.
- Хутор Вольный на карте 1938 года

Согласно топографической карте РККА 1938 года на месте современного хутора находились безымянные строения и водяная мельница.
По данным 1966 года хутор Вольный в составе Кингисеппского района не значился.
По данным 1973 года хутор Вольный входил в состав Великинского сельсовета.
По данным 1990 года хутор Вольный входил в состав Котельского сельсовета.
В 1997 году на хуторе проживали 5 человек, в 2002 году — 5 человек (все русские), в 2007 году — также 5.

## География
Хутор расположен в северо-восточной части района к северу от автодороги А180 (E 20) (Санкт-Петербург — Ивангород — граница с Эстонией) «Нарва», на юго-западном берегу Глубокого озера. Со всех сторон окружён лесом.
Соединён грунтовой дорогой через деревню Понделово с автодорогами: 41К-607 (подъезд к дер. Понделово), 41К-588 (Великино — Хаболово) и А180 (E 20) (Санкт-Петербург — Ивангород — граница с Эстонией) «Нарва».
Расстояние до административного центра поселения — 17 км.
К югу от хутора находится железнодорожная станция Кямиши.

## Демография
| 1862 | 2007 | 2010 | 2017 |
| ---- | ---- | ---- | ---- |
| 54   | ↘5   | ↘0   | ↗6   |

Согласно данным Всероссийской переписи населения 2021 года на хуторе постоянного населения не было.